# Heribertturm

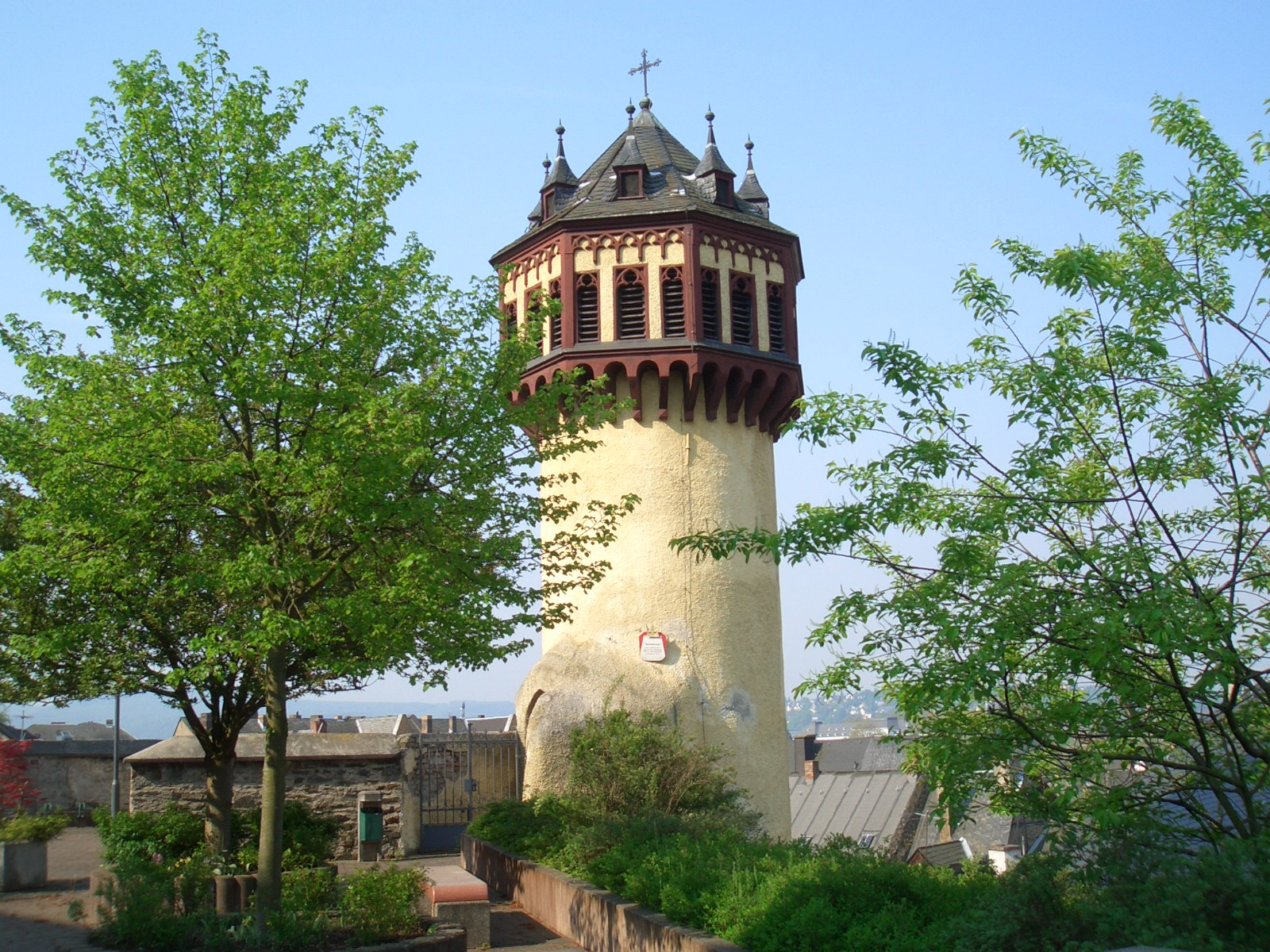
Der Heribertturm in Koblenz-Ehrenbreitstein

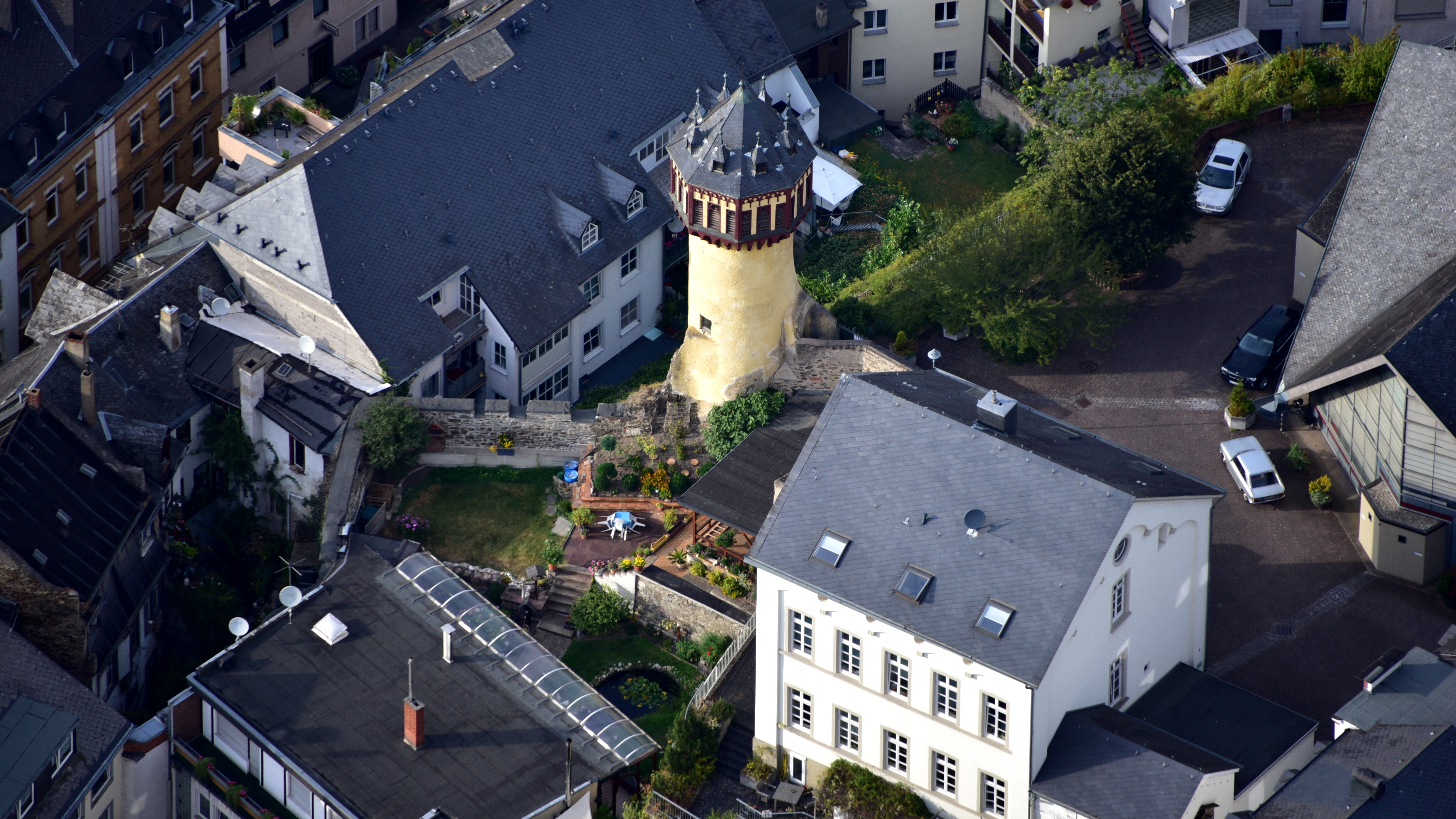
Heribertturm, Luftaufnahme (2016)

Der Heribertturm (in der älteren Forschungsliteratur auch Heribertsturm) ist ein ehemaliger Wehrturm in Koblenz. Der im 16. Jahrhundert errichtete Turm mit neugotischem Fachwerkaufsatz steht im Stadtteil Ehrenbreitstein und wurde nach 1671 in die dortige Stadtbefestigung einbezogen. Seit 1848 dient er der katholischen Pfarrgemeinde Heilig Kreuz als Uhr- und Glockenturm.

## Geschichte
Bereits im 13. Jahrhundert befand sich in Ehrenbreitstein eine dem heiligen Heribert geweihte Kapelle. In deren unmittelbarer Nachbarschaft entstand gegen Ende des 13. Jahrhunderts ein Beginenhof, aus dem später ein Konvent von Franziskanerinnen des Dritten Ordens hervorging, der 1460 in ein Augustinerinnenkloster unter Aufsicht des Augustiner-Chorherren-Stifts Niederwerth umgewandelt wurde. Der Trierer Erzbischof und Kurfürst Johann II. von Baden versetzte die Nonnen 1487 nach Schönstatt (Vallendar) und ließ in Ehrenbreitstein einen Klosterneubau errichten, der bis 1572 von Augustiner-Eremiten bewohnt wurde.
Nach Auflösung des Augustinerklosters 1572 wurde in dessen Gebäuden eine kurfürstliche Kellerei eingerichtet, zu deren Schutz Kurfürst Johann VII. von Schönenberg dann um 1588 den Heribertturm erbauen ließ. Seinen Namen bekam der Turm dabei vom Patrozinium der nahe gelegenen alten Heribertkapelle, die an der Stelle der heutigen Heilig-Kreuz-Kirche stand. Die Kapelle wurde im Mai 1632 während des Dreißigjährigen Krieges zusammen mit dem Ort und den meisten anderen Gebäuden von französischen Truppen zerstört, nur der Heribertturm entging weitgehend der Zerstörung. Nach 1671 wurde der Heribertturm in die Stadtbefestigung Ehrenbreitstein einbezogen, die Kurfürst Karl Kaspar von der Leyen als Abwehrmaßnahme gegen die Truppen Ludwigs XIV. von Frankreich erweitern ließ.
Im Jahr 1848 hatte der Turm seine strategische Bedeutung verloren und wurde zum Glockenturm der benachbarten, am Standort der ehemaligen Heribertkapelle 1707 errichteten Heilig-Kreuz-Kirche umgebaut, deren eigener Glockenstuhl sich als zu schwach erwiesen hatte. Dabei wurde der alte Fachwerkaufsatz aus dem 16. Jahrhundert abgetragen und durch eine größere, auf Knaggen weit vorkragende Fachwerkkonstruktion im neogotischen Stil ersetzt, deren Entwurf Johann Claudius von Lassaulx zugeordnet werden kann.
1890 übergab die Stadt Ehrenbreitstein den Heribertturm in den Besitz der Pfarrgemeinde Heilig Kreuz. Während die benachbarte Heilig-Kreuz-Kirche 1944 bei einem Luftangriff auf Koblenz zerstört und in den Jahren 1962 bis 1964 wiederaufgebaut wurde, überstand der Heribertturm den Ersten und Zweiten Weltkrieg ohne größere Schäden. Ab 1985 wurden der Fachwerkaufsatz des Turms und der Glockenstuhl umfassend saniert, 1992 erfolgte auch eine Renovierung des Turminneren.

## Bau und Ausstattung

### Außen
Der steinerne Rundturm, der heute isoliert auf halber Höhe des Berges steht, war zur Zeit der Ortsbefestigung in ein umfangreiches, heute nur noch in Bauresten erkennbares System von Mauern eingebunden, aus denen er nur mit dem aufgesetzten polygonalen neugotischen Fachwerkaufsatz frei herausragte. Im Inneren ohne jeden weiteren Ausbau, war er als reiner Treppenturm konzipiert, der den kürzesten Weg von den ehemaligen Klostergebäuden hinunter in das Tal von Ehrenbreitstein bot. Zu diesem Zweck führt am Turmfuß eine Tür ins Freie, von wo man auf einer steinernen Treppe in die heutige Helfensteinstraße gelangte. Reste dieser Treppe waren im Jahre 1992 noch im Garten des Anwesens Helfensteinstraße 73 zu sehen.
Der ursprünglich achteckige Fachwerkaufbau auf der Spitze des Turms bestand aus schmucklosen Eckständern mit dazwischen eingezapften kurzen Brust- und Kopfriegeln und geschmückten Kopfriegelbändern. In einige der Ständer waren Schlüssellochschießscharten für Handfeuerwaffen eingelassen; kleinere Fenster kamen wahrscheinlich erst später hinzu.

### Glocken
Nach dem Umbau zum Glockenturm der Heilig-Kreuz-Kirche wurden 1848 im Heribertturm drei Glocken der Aachener Glockengießerei Gaulard angebracht; von denen laut einer Hinweistafel am Turm nach Ende des Ersten Weltkriegs 1919 zwei beschlagnahmt wurden. 1927 lieferte die Hemelinger Glockengießerei Otto fünf Glocken nach Ehrenbreitstein. Mit drei dieser Glocken ersetzte die Gemeinde das Turmgeläut von Gauland und zwar mit der Marienglocke, der Christkönigsglocke und der Sebastianusglocke. Die Christkönigs- und die Sebastianusglocke wurden im Zweiten Weltkrieg 1942 zu Rüstungszwecken eingeschmolzen.
Seit 1952 besteht das Geläut des Turms wieder aus drei Glocken, nämlich der Marienglocke von 1927, der neugegossenen zweiten Christkönigsglocke der Glockengießerei Petit & Gebr. Edelbrock aus Gescher und der von derselben Gießerei gefertigten zweiten Sebastianusglocke. Sie sind mit folgenden Sprüchen versehen:
- Marienglocke: Der Engel des Herrn brachte Maria die Botschaft. Freu Dich du Himmelskönigin. Halleluja.
- Christkönigsglocke: Ich beschütze die Lebenden, ich begleite die Verstorbenen.
- Sebastianusglocke: Ich weine über die Menschen, die im Kampf für Vaterland ihr Leben ließen – Heiliger Sebastianus starker Mann bitte für uns.

### Turmuhr
Eine Besonderheit des Heribertturms ist die Turmuhr von 1891, die 1890 noch von der Stadt Ehrenbreitstein vor Übergabe des Turms an die Pfarrgemeinde bei der Bockenemer Turmuhrenfabrik J. F. Weule in Auftrag gegeben worden war. Sie hat kein Zifferblatt, sondern schlägt mit einem Läutwerk viertelstündlich die Zeit. Das Uhrwerk wurde 1992 umfassend restauriert und ist seither wieder in Betrieb.

## Denkmalschutz
Der Heribertturm ist ein geschütztes Kulturdenkmal nach dem Denkmalschutzgesetz (DSchG) und in der Denkmalliste des Landes Rheinland-Pfalz eingetragen. Er liegt in Koblenz-Ehrenbreitstein in der Denkmalzone Tal Ehrenbreitstein.
Seit 2002 ist der Heribertturm Teil des UNESCO-Welterbes Oberes Mittelrheintal.